# Donville-les-Bains
Donville-les-Bains är en kommun i departementet Manche i regionen Normandie i norra Frankrike. Kommunen ligger i kantonen Granville som tillhör arrondissementet Avranches. År 2022 hade Donville-les-Bains 3 133 invånare.

## Befolkningsutveckling
Antalet invånare i kommunen Donville-les-Bains
| Referens: INSEE |